# Хокей на зимових Олімпійських іграх 1936
Хокейний турнір на зимових Олімпійських іграх 1936 проходив з 6 лютого по 16 лютого 1936 року в місті Гарміш-Партенкірхен (Німеччина). 
У рамках турніру пройшов 10-й чемпіонат світу та 21-й чемпіонат Європи.

## Попередній етап

### Група А
| 6 лютого 1936 | Гарміш-Партенкірхен | Канада  | – | Польща  | 8:1 (5:0,2:1,1:0)  |
| 7 лютого 1936 | Гарміш-Партенкірхен | Канада  | – | Латвія  | 11:0 (2:0,3:0,6:0) |
| 7 лютого 1936 | Гарміш-Партенкірхен | Австрія | – | Польща  | 2:1 (0:0,0:0,2:1)  |
| 8 лютого 1936 | Гарміш-Партенкірхен | Канада  | – | Австрія | 5:2 (4:0,1:2,0:0)  |
| 8 лютого 1936 | Гарміш-Партенкірхен | Польща  | – | Латвія  | 9:2 (1:0,4:0,4:2)  |
| 9 лютого 1936 | Гарміш-Партенкірхен | Австрія | – | Латвія  | 7:1 (4:0,0:0,3:1)  |

| М | Команда | І | Пер | Н | Пор | Ш     | О |
| - | ------- | - | --- | - | --- | ----- | - |
| 1 | Канада  | 3 | 3   | 0 | 0   | 24:3  | 6 |
| 2 | Австрія | 3 | 2   | 0 | 1   | 11:7  | 4 |
| 3 | Польща  | 3 | 1   | 0 | 2   | 11:12 | 2 |
| 4 | Латвія  | 3 | 0   | 0 | 3   | 3:27  | 0 |

Скорочення: М = підсумкове місце, І = ігри, Пер = перемоги, Н = нічиї, Пор = поразки, Ш = закинуті та пропущені шайби, О = набрані очки

### Група В
| 6 лютого 1936 | Гарміш-Партенкірхен | Німеччина | – | США       | 0:1 (0:1,0:0,0:0)         |
| 7 лютого 1936 | Гарміш-Партенкірхен | США       | – | Швейцарія | 3:0 (0:0,3:0,0:0)         |
| 7 лютого 1936 | Гарміш-Партенкірхен | Німеччина | – | Італія    | 3:0 (1:0,1:0,1:0)         |
| 8 лютого 1936 | Гарміш-Партенкірхен | Німеччина | – | Швейцарія | 2:0 (0:0,1:0,1:0)         |
| 8 лютого 1936 | Гарміш-Партенкірхен | США       | – | Італія    | 1:2 (0:0,0:0,1:1,0:0,0:1) |
| 9 лютого 1936 | Гарміш-Партенкірхен | Швейцарія | – | Італія    | 1:0 (0:0,1:0,0:0)         |

| М | Команда   | І | Пер | Н | Пор | Ш   | О |
| - | --------- | - | --- | - | --- | --- | - |
| 1 | Німеччина | 3 | 2   | 0 | 1   | 5:1 | 4 |
| 2 | США       | 3 | 2   | 0 | 1   | 5:2 | 4 |
| 3 | Італія    | 3 | 1   | 0 | 2   | 2:5 | 2 |
| 4 | Швейцарія | 3 | 1   | 0 | 2   | 1:5 | 2 |

Скорочення: М = підсумкове місце, І = ігри, Пер = перемоги, Н = нічиї, Пор = поразки, Ш = закинуті та пропущені шайби, О = набрані очки

### Група С
| 6 лютого 1936 | Гарміш-Партенкірхен | Угорщина       | – | Бельгія  | 11:2 (1:1,2:0,8:1)        |
| 7 лютого 1936 | Гарміш-Партенкірхен | Чехословаччина | – | Бельгія  | 5:0 (0:0,4:0,1:0)         |
| 7 лютого 1936 | Гарміш-Партенкірхен | Угорщина       | – | Франція  | 3:0 (0:0,1:0,2:0)         |
| 8 лютого 1936 | Гарміш-Партенкірхен | Чехословаччина | – | Угорщина | 3:0 (1:0,1:0,1:0)         |
| 8 лютого 1936 | Гарміш-Партенкірхен | Франція        | – | Бельгія  | 4:2 (1:0,0:1,0:0,1:1,2:0) |
| 9 лютого 1936 | Гарміш-Партенкірхен | Чехословаччина | – | Франція  | 2:0 (0:0,1:0,1:0)         |

| М | Команда        | І | Пер | Н | Пор | Ш    | О |
| - | -------------- | - | --- | - | --- | ---- | - |
| 1 | Чехословаччина | 3 | 3   | 0 | 0   | 10:0 | 6 |
| 2 | Угорщина       | 3 | 2   | 0 | 1   | 14:5 | 4 |
| 3 | Франція        | 3 | 1   | 0 | 2   | 4:7  | 2 |
| 4 | Бельгія        | 3 | 0   | 0 | 3   | 4:20 | 0 |

Скорочення: М = підсумкове місце, І = ігри, Пер = перемоги, Н = нічиї, Пор = поразки, Ш = закинуті та пропущені шайби, О = набрані очки

### Група D
| 6 лютого 1936 | Гарміш-Партенкірхен | Велика Британія | – | Швеція | 1:0 (1:0,0:0,0:0) |
| 7 лютого 1936 | Гарміш-Партенкірхен | Велика Британія | – | Японія | 3:0 (2:0,0:0,1:0) |
| 8 лютого 1936 | Гарміш-Партенкірхен | Швеція          | – | Японія | 2:0 (1:0,1:0,0:0) |

| М | Команда         | І | Пер | Н | Пор | Ш   | О |
| - | --------------- | - | --- | - | --- | --- | - |
| 1 | Велика Британія | 2 | 2   | 0 | 0   | 4:0 | 4 |
| 2 | Швеція          | 2 | 1   | 0 | 1   | 2:1 | 2 |
| 3 | Японія          | 2 | 0   | 0 | 2   | 0:5 | 0 |

Скорочення: М = підсумкове місце, І = ігри, Пер = перемоги, Н = нічиї, Пор = поразки, Ш = закинуті та пропущені шайби, О = набрані очки

## Другий етап

### Група А
| 11 лютого 1936 | Гарміш-Партенкірхен | Німеччина       | – | Угорщина        | 2:1 (0:0,1:0,1:1)     |
| 11 лютого 1936 | Гарміш-Партенкірхен | Велика Британія | – | Канада          | 2:1 (1:1,0:0,1:0)     |
| 12 лютого 1936 | Гарміш-Партенкірхен | Німеччина       | – | Велика Британія | 1:1 (0:0,0:1,1:0,0:0) |
| 12 лютого 1936 | Гарміш-Партенкірхен | Канада          | – | Угорщина        | 15:0 (3:0,9:0,3:0)    |
| 13 лютого 1936 | Гарміш-Партенкірхен | Велика Британія | – | Угорщина        | 5:1 (1:0,3:1,1:0)     |
| 13 лютого 1936 | Гарміш-Партенкірхен | Німеччина       | – | Канада          | 2:6 (0:1,0:3,2:2)     |

| М | Команда         | І | Пер | Н | Пор | Ш    | О |
| - | --------------- | - | --- | - | --- | ---- | - |
| 1 | Велика Британія | 3 | 2   | 1 | 0   | 8:3  | 5 |
| 2 | Канада          | 3 | 2   | 0 | 1   | 22:4 | 4 |
| 3 | Німеччина       | 3 | 1   | 1 | 1   | 5:8  | 3 |
| 4 | Угорщина        | 3 | 0   | 0 | 3   | 2:22 | 0 |

Скорочення: М = підсумкове місце, І = ігри, Пер = перемоги, Н = нічиї, Пор = поразки, Ш = закинуті та пропущені шайби, О = набрані очки

### Група В
| 11 лютого 1936 | Гарміш-Партенкірхен | США            | – | Чехословаччина | 2:0 (0:0,2:0,0:0) |
| 11 лютого 1936 | Гарміш-Партенкірхен | Швеція         | – | Австрія        | 1:0 (1:0,0:0,0:0) |
| 12 лютого 1936 | Гарміш-Партенкірхен | США            | – | Австрія        | 1:0 (0:0,1:0,0:0) |
| 12 лютого 1936 | Гарміш-Партенкірхен | Чехословаччина | – | Швеція         | 4:1 (0:1,2:0,2:0) |
| 13 лютого 1936 | Гарміш-Партенкірхен | США            | – | Швеція         | 2:1 (0:0,1:1,1:0) |
| 13 лютого 1936 | Гарміш-Партенкірхен | Чехословаччина | – | Австрія        | 2:1 (0:0,2:1,0:0) |

| М | Команда        | І | Пер | Н | Пор | Ш   | О |
| - | -------------- | - | --- | - | --- | --- | - |
| 1 | США            | 3 | 3   | 0 | 0   | 5:1 | 6 |
| 2 | Чехословаччина | 3 | 2   | 0 | 1   | 6:4 | 4 |
| 3 | Швеція         | 3 | 1   | 0 | 2   | 3:6 | 2 |
| 4 | Австрія        | 3 | 0   | 0 | 3   | 1:4 | 0 |

Скорочення: М = підсумкове місце, І = ігри, Пер = перемоги, Н = нічиї, Пор = поразки, Ш = закинуті та пропущені шайби, О = набрані очки

## Фінальний раунд
| 14 лютого 1936 | Гарміш-Партенкірхен | Велика Британія | – | Чехословаччина | 5:0 (2:0,3:0,0:0) |
| 15 лютого 1936 | Гарміш-Партенкірхен | Канада          | – | Чехословаччина | 7:0 (3:0,3:0,1:0) |
| 15 лютого 1936 | Гарміш-Партенкірхен | Велика Британія | – | США            | 0:0               |
| 16 лютого 1936 | Гарміш-Партенкірхен | Канада          | – | США            | 1:0 (1:0,0:0,0:0) |

Таблиця
| М | Команда         | І | Пер | Н | Пор | Ш    | О |
| - | --------------- | - | --- | - | --- | ---- | - |
| 1 | Велика Британія | 3 | 2   | 1 | 0   | 7:1  | 5 |
| 2 | Канада          | 3 | 2   | 0 | 1   | 9:2  | 4 |
| 3 | США             | 3 | 1   | 1 | 1   | 2:1  | 3 |
| 4 | Чехословаччина  | 3 | 0   | 0 | 3   | 0:14 | 0 |

## Підсумкова таблиця чемпіонату світу
|    | Велика Британія |
|    | Канада          |
|    | США             |
| 4  | Чехословаччина  |
| 5  | Швеція          |
| 5  | Німеччина       |
| 7  | Австрія         |
| 7  | Угорщина        |
| 9  | Італія          |
| 9  | Франція         |
| 9  | Японія          |
| 9  | Польща          |
| 13 | Бельгія         |
| 13 | Латвія          |
| 13 | Швейцарія       |

## Призери чемпіонату Європи
|  | Велика Британія |
|  | Чехословаччина  |
|  | Німеччина       |
|  | Швеція          |